# Josef Weitz

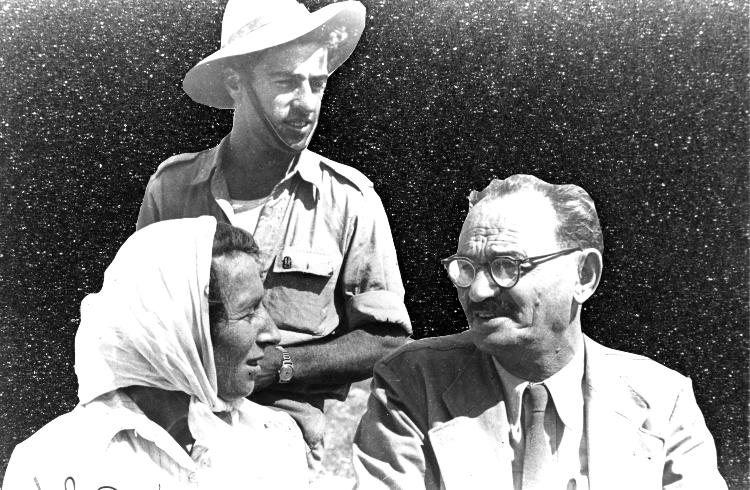
Josef Weitz (po prawej), 1948

Josef Weitz (ur. 1890, zm. 1972) – działacz syjonistyczny, wieloletni dyrektor Departamentu Gruntów i Zalesiania w Żydowskim Funduszu Narodowym. Po roku 1930 Weitz odgrywał ważną rolę w pozyskiwaniu gruntów pod osadnictwo żydowskie w Palestynie.

## Młodość
Weitz urodził się w miejscowości Burmel na Wołyniu w Imperium Rosyjskim (obecnie Ukraina). Pochodził z żydowskiej rodziny rabinów i otrzymał tradycyjne wykształcenie religijne. Po ukończeniu szkoły średniej planował studiować na uniwersytecie, plany te jednak pokrzyżowały antyżydowskie zamieszki w 1905 roku. Został zmuszony do służby w carskiej armii. Po zwolnieniu z armii jego rodzina podjęła decyzję o emigracji do Ziemi Izraela.
W 1908 roku wraz z siostrą Miriam wyemigrował do Palestyny, leżącej wówczas w Imperium osmańskim. Znalazł pracę jako stróż i robotnik rolny w Rechowot. W 1911 roku był jednym z założycieli Związku Robotników Rolnych Ziemi Izraela. Ożenił się z Ruhamą, w 1913 roku urodził się ich najstarszy syn Ra'anan. Syn Jehiam, urodzony w październiku 1918 roku, zginął 16 czerwca 1946 roku w trakcie jednej z operacji Palmach. Na jego cześć nazwano kibuc Jechi’am. Kolejny syn, Szaron, poszedł w ślady ojca i pracował później w Żydowskim Funduszu Narodowym.

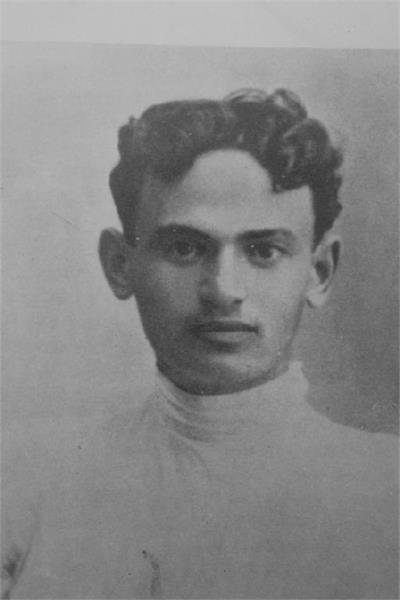
Josef Weitz w młodości

## Kariera zawodowa
W 1915 został mianowany brygadzistą w moszawie Ilanijja, który pełnił funkcję eksperymentalnej stacji rolniczej w Dolnej Galilei. Pomagał w rozbudowie osiedla Jawne’el i osiedla Bet ha-Kerem w Jerozolimie.
Weitz został dyrektorem Departamentu Gruntów i Zalesiania w Żydowskim Funduszu Narodowym. Podczas całej swojej kariery zawodowej realizował swoją wizję stworzenia Izrael państwem zalesionym. Wspierał go w tych wysiłkach Dawid Ben Gurion, który powiedział mu, że chce zasadzić miliard drzew w ciągu dekady. W 1949 Weitz zaproponował w tej dziedzinie współpracę Żydowskiego Funduszu Narodowego z rządem Izraela. Rząd prowadził badania nad technikami upraw szkółek leśnych, szczególnie w obszarach suchych, oraz rozwijał przemysł drzewny. Żydowski Fundusz Narodowy prowadził działalność na rzecz wzmocnienia rodzimego drzewostanu, zalesiał regiony górzyste i pustynne, w celu zatrzymania postępowania wydm. Weitz spostrzegał gospodarkę leśną jako ważną gałąź gospodarki narodowej, która stanowiła ważne źródło zatrudnienia dla nowych imigrantów.
Jego wielkim sukcesem było zasadzenie lasu Jatir na północy pustyni Negew. Weitz opisał projekt słowami: „zasadzenie drzew przyniosło wycofanie się pustyni, i stworzyło strefę bezpieczeństwa dla ludzi Izraela”. Obecnie jest to największy kompleks leśny w Izraelu.
Weitz nigdy formalnie nie studiował leśnictwa, ale jego praktyczne umiejętności i zaangażowanie były odzwierciedleniem tego okresu. W strategii rozwoju drzewostanów podkreślał on korzyści ekonomiczne lasów i znaczenie sosny alepskiej jako najtwardszego rodzimego gatunku drzew. W rezultacie, w ciągu dwudziestu lat drzewostan Izraela stał się prawie wyłącznie lasem sosnowym, który wkrótce poniósł duże straty spowodowane naturalnymi szkodnikami. Weitz często ścierał się z działaczami rodzącego się ruchu ochrony przyrody w Izraelu, który potępiał przemysłowe podejście do leśnictwa. Z czasem wiele poglądów Weitza ulegało zmianie.